# دهليز الأول (جهاد)
دهليز الأول (بالفارسية: دهلیز یک) هي قرية تقع في إيران في قسم جهاد الريفي. يقدر عدد سكانها بـ 138 نسمة .